# Günter Mahlmann
Günter Mahlmann (* 8. Oktober 1908 in Braunschweig; † 26. August 1975 in Hamburg) war ein deutscher Fußballtrainer.

## Wirken

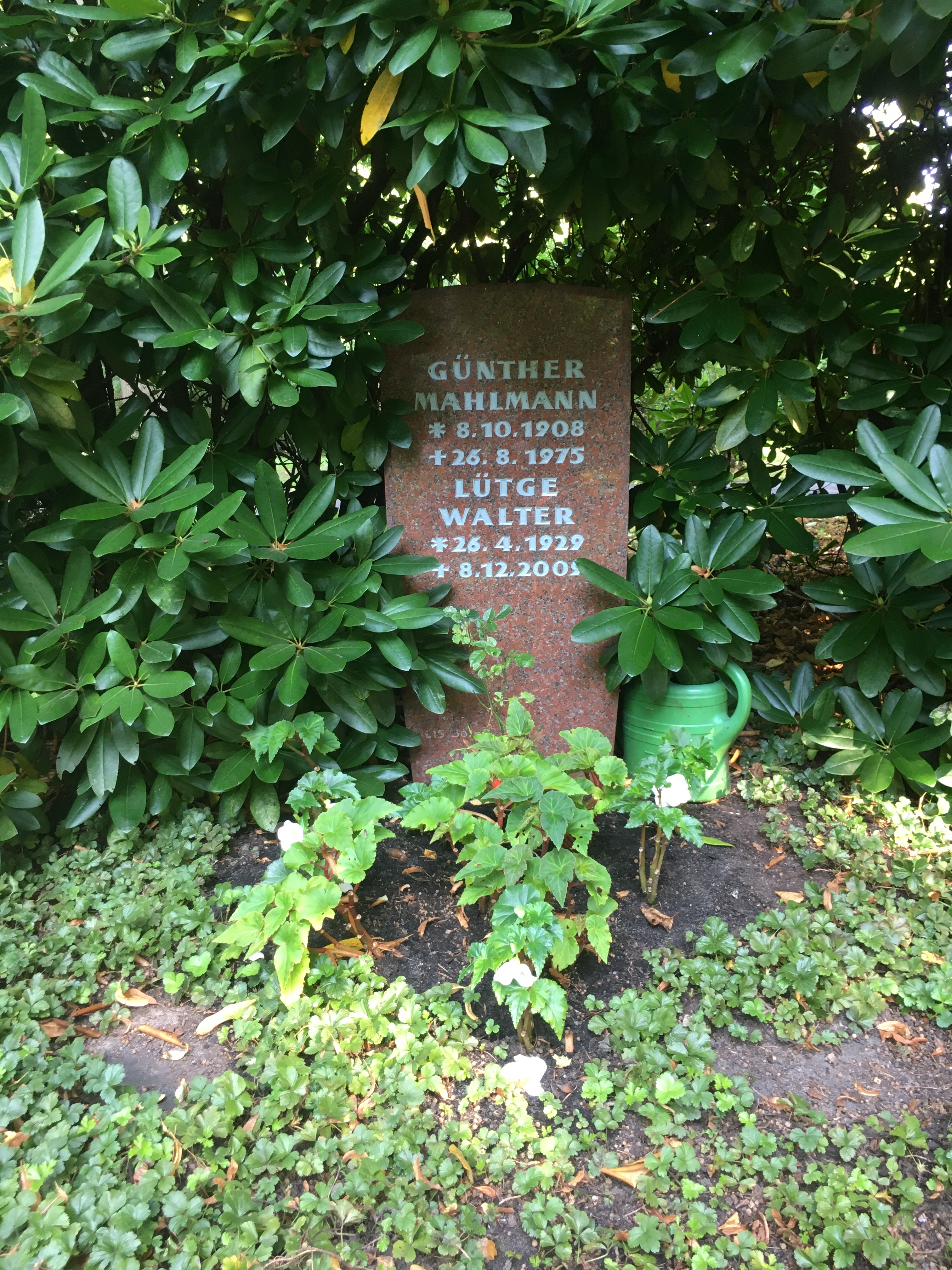
Grabstätte auf dem Friedhof Ohlsdorf

Als Carl-Heinz Mahlmann im Januar 1951 den Vorsitz beim Hamburger SV übernahm, fungierte sein jüngerer Bruder Günter Mahlmann als Geschäftsführer und Trainer der Jugendabteilung. 1954 übernahm Günter Mahlmann dann gemeinsam mit Martin Wilke die 1. Mannschaft, die Aufgabenverteilung war dabei laut Günter Schlegel folgende: „Wilke machte das Training. Mahlmann saß gegenüber im Büro und hat von dort aus die Fäden gezogen und die Kontakte geknüpft. Er war eher der Manager.“ Neben den Spielerverpflichtungen legte Mahlmann mit einer langfristigen Kontinuität und Planung den Grundstein für die späteren Erfolge. Dazu gehörte auch das Konzept, auf Talente aus „seiner“ eigenen Jugend und den Amateuren zu setzen. Das Mahlmann-Duo tat dem Verein sehr gut und unter ihrem Patronat reiften die Talente Uwe Seeler, Gert Dörfel, Horst Schnoor, Jürgen Werner, Klaus Stürmer, und Gerhard Krug heran. Von 1956/57 bis 1961/62 führte Günter Mahlmann, nunmehr als alleiniger Cheftrainer, den HSV zu sechs Meisterschaften in Folge in der Oberliga Nord und wurde dreimal norddeutscher Pokalsieger (1957, 1959, 1960). Er erreichte mit seiner Mannschaft dreimal das Finale in der Endrunde um die Deutsche Meisterschaft (1957, 1958, 1960), am 25. Juni 1960 holte der Hamburger SV nach einem 3:2-Sieg gegen den 1. FC Köln die dritte deutsche Meisterschaft der Vereinsgeschichte. Zudem erreichte der HSV 1961 erstmals das Halbfinale im Europapokal der Landesmeister. Nach dem Hin- und Rückspiel gegen den CF Barcelona (heute FC Barcelona) stand es unentschieden, im Entscheidungsspiel am 3. Mai 1961 verlor der Hamburger SV dann 1:0.
Nach der Saison 1961/62 beendete Günter Mahlmann seine erfolgreiche Trainer-Laufbahn beim Hamburger SV. Er war mit – je nach Betrachtung – sechs bis acht Jahren Tätigkeit der am längsten ununterbrochen beschäftigte HSV-Trainer aller Zeiten, zudem gewann er auch die meisten Titel (11). Sein Vorgänger wurde dann wieder sein Nachfolger: Martin Wilke.
Mahlmann wurde auf dem Friedhof Ohlsdorf beigesetzt. Die Grabstätte liegt zwischen Cordesallee und Ringstraße im Planquadrat L 15.

## Erfolge
- 1 × Deutscher Meister: 1960
- 6 × Meister Oberliga Nord: 1957, 1958, 1959, 1960, 1961, 1962
- 3 × Norddeutscher Pokalsieger: 1957, 1959, 1960
- 2 × Deutscher Vizemeister: 1957, 1958
- 1 × DFB-Pokalfinalist: 1956